# 1842 au théâtre
| Années du théâtre : 1839 - 1840 - 1841 - 1842 - 1843 - 1844 - 1845    |
| Décennies du théâtre : 1810 - 1820 - 1830 - 1840 - 1850 - 1860 - 1870 |

## Pièces de théâtre représentées
- 19 mars : Les Ressources de Quinola, d'Honoré de Balzac sont présentées au Théâtre de l'Odéon. Accueil mitigé.

## Décès
- 25 avril : Jean-Nicolas Bouilly